# Bathycongrus dubius
Bathycongrus dubius és una espècie de peix pertanyent a la família dels còngrids.

## Descripció
- Pot arribar a fer 44,3 cm de llargària màxima.
- Nombre de vèrtebres: 120-145.[6][7]

## Hàbitat
És un peix marí i batidemersal que viu entre 128 i 886 m de fondària.

## Distribució geogràfica
Es troba a l'Atlàntic occidental: des de Geòrgia (els Estats Units) fins a les Guaianes, incloent-hi el golf de Mèxic i el mar Carib.

## Observacions
És inofensiu per als humans.